# Década de 460
Séculos: (Século IV - Século V - Século VI)
Décadas: 410 420 430 440 450 - 460 - 470 480 490 500 510
Queda do Império Romano.
Anos: 460 - 461 - 462 - 463 - 464 - 465 - 466 - 467 - 468 - 469